# Bruno Ecuele Manga
Bruno Ecuele Manga, född 16 juli 1988, är en gabonesisk fotbollsspelare som spelar för franska Dijon.

## Klubbkarriär
Den 1 september 2014 värvades Manga av Cardiff City. I juni 2017 förlängde han sitt kontrakt med två år.
Den 19 juli 2019 värvades Manga av franska Ligue 1-klubben Dijon.